# Hold Me, Thrill Me, Kiss Me, Kill Me
Hold Me, Thrill Me, Kiss Me, Kill Me ist ein Song der irischen Rockband U2. Er ist der erste Titel aus dem Soundtrack zum Film Batman Forever und erschien im Juni 1995 als Single.
Die Musik wurde von den U2-Bandmitgliedern geschrieben, der Text stammt von Bono, der neben The Edge und Nellee Hooper auch die Aufgabe des Produzenten übernahm. Die Aufnahmen wurden in Dublin (The Factory und Windmill Lane Studios) und London (Wild Bunch Studio und Olympic Studios) eingespielt.

## Kommerzieller Erfolg

### Chartplatzierungen
In Irland erreichte der Song Platz 1, in den britischen Charts Platz 2, in Österreich Platz 3, in der Schweiz Platz 5, in Deutschland Platz 8 und in den USA Platz 16.
| ChartsChartplatzierungen       | Höchstplatzierung | Wochen |
| ------------------------------ | ----------------- | ------ |
| Deutschland (GfK)              | 8 (20 Wo.)        | 20     |
| Irland (IRMA)                  | 1 (15 Wo.)        | 15     |
| Österreich (Ö3)                | 3 (15 Wo.)        | 15     |
| Schweiz (IFPI)                 | 5 (20 Wo.)        | 20     |
| Vereinigte Staaten (Billboard) | 16 (17 Wo.)       | 17     |
| Vereinigtes Königreich (OCC)   | 2 (14 Wo.)        | 14     |

| ChartsJahrescharts (1995)      | Platzierung |
| ------------------------------ | ----------- |
| Deutschland (GfK)              | 52          |
| Österreich (Ö3)                | 25          |
| Schweiz (IFPI)                 | 19          |
| Vereinigte Staaten (Billboard) | 81          |

### Auszeichnungen für Musikverkäufe
| Land/Region                  | Auszeichnungen für Musikverkäufe (Land/Region, Auszeichnung, Verkäufe) | Verkäufe |
| ---------------------------- | ---------------------------------------------------------------------- | -------- |
| Australien (ARIA)            | Gold                                                                   | 35.000   |
| Frankreich (SNEP)            | Silber                                                                 | 125.000  |
| Neuseeland (RMNZ)            | Gold                                                                   | 5.000    |
| Vereinigtes Königreich (BPI) | Gold                                                                   | 400.000  |
| Insgesamt                    | 1× Silber · 3× Gold ·                                                  | 565.000  |

Hauptartikel: U2 (Band)/Auszeichnungen für Musikverkäufe